# Hans Vredeman de Vries
Hans Vredeman de Vries, nizozemski renesančni arhitekt, * 1527, Leeuwarden, † 1607.
Deloval je v Mechelenu, Antwerpnu, Hamburgu, Pragi, Gdansku, Amsterdamu in v Haagu.